# Кубок Казахстана по футболу среди женщин 2015
Кубок Казахстана по футболу среди женщин 2015 года — десятый розыгрыш кубка. Финальный матч прошёл 8 апреля 2015 года.

## Формат турнира
Турнир проводился в два этапа. На первом этапе 6 команд — участниц турнира были разбиты на две группы (А, В) по 3 команды в каждой. Соревнования первого этапа проводились по круговой системе.
На втором этапе команды, занявшие в своих группах 1-е места, выходили в финал, а две команды, занявших 2-е места, разыгрывали 3-е место.

## Групповой этап
| Условные цветовые обозначения |
| ----------------------------- |
| Команды, прошедшие в финал    |
| Команды, не прошедшие в финал |

### Группа А

#### Таблица
| М | Команда       | И | В | Н | П | Мячи   | ±   | О |
| - | ------------- | - | - | - | - | ------ | --- | - |
| 1 | Кокше         | 2 | 2 | 0 | 0 | 8 − 0  | +8  | 6 |
| 2 | БИИК-СДЮСШ №7 | 2 | 1 | 0 | 1 | 4 − 2  | +2  | 3 |
| 3 | Умиткер       | 2 | 0 | 0 | 2 | 0 − 10 | −10 | 0 |

И — игры, В — выигрыши, Н — ничьи, П — проигрыши, Мячи — забитые и пропущенные голы, ± — разница голов, О — очки

#### 1 тур
| Кокше             | 2:0 | БИИК-СДЮШОР №7 |
| ----------------- | --- | -------------- |
| Курбанова 48′ 56′ |     |                |

#### 2 тур
| Умиткер | 0:4 | БИИК-СДЮШОР №7                                       |
| ------- | --- | ---------------------------------------------------- |
|         |     | Ефремова 15′ · Бортникова 37′ 90′ · Ануар 90′ (авт.) |

#### 3 тур
| Кокше                                                                      | 6:0 | Умиткер |
| -------------------------------------------------------------------------- | --- | ------- |
| Кульмагамбетова 7′ · Пелькова 21′ · Курбанова 33′, 36′, 57′ · Невежина 71′ |     |         |

### Группа В

#### Таблица
| М | Команда       | И | В | Н | П | Мячи   | ±   | О |
| - | ------------- | - | - | - | - | ------ | --- | - |
| 1 | БИИК-Казыгурт | 2 | 2 | 0 | 0 | 18 − 0 | +18 | 6 |
| 2 | СШВСМ-Барыс   | 2 | 1 | 0 | 1 | 2 − 7  | −5  | 3 |
| 3 | ОДЮСШ №2      | 2 | 0 | 0 | 2 | 0 − 13 | −13 | 0 |

И — игры, В — выигрыши, Н — ничьи, П — проигрыши, Мячи — забитые и пропущенные голы, ± — разница голов, О — очки

#### 1 тур
| БИИК-Казыгурт                                                                                            | 11:0 | ОДЮСШ №2 |
| --- | ---- | -------- |
| Хайруллина 2′ 33′ · Бабшук 4′ · Идиатуллина 7′ · Карибаева 54′ 61′ · Мясникова 56′ 59′ · Габелия 77′ 86′ |      |          |

#### 2 тур
| СШВСМ-Барыс               | 2:0 | ОДЮСШ №2 |
| ------------------------- | --- | -------- |
| Перме 5′ · Абдуллаева 82′ |     |          |

#### 3 тур
| БИИК-Казыгурт                                         | 7:0 | СШВСМ-Барыс |
| ----------------------------------------------------- | --- | ----------- |
| Габелия · Литвиненко 10′ · Чарити 22′ · Карибаева 49′ |     |             |

## Плей-офф

### Матч за 5-е место
| ОДЮСШ №2      | 1:1 (пен. 3:4) (доп. вр.) | Умиткер      |
| ------------- | ------------------------- | ------------ |
| Байсарина 62′ |                           | Вахитова 84′ |

### Матч за 3-е место
| СШВСМ-Барыс   | 1:0 | БИИК-СДЮСШ №7 |
| ------------- | --- | ------------- |
| Апсеитова 33′ |     |               |

### Финал
| БИИК-Казыгурт                                         | 6:1 | Кокше               |
| ----------------------------------------------------- | --- | ------------------- |
| Габелия 16′, 72′, 82′, 88′, 90+2′ · Чарити 68′ (пен.) |     | Кульмагамбетова 41′ |

## Итоговое положение
| Место | Команда       |
| ----- | ------------- |
| 1     | БИИК-Казыгурт |
| 2     | Кокше         |
| 3     | СШВСМ-Барыс   |
| 4     | БИИК-СДЮСШ №7 |
| 5     | Умиткер       |
| 6     | ОДЮСШ №2      |

## Бомбардиры
11 голов
- Гульнара Габелия (БИИК-Казыгурт)

5 голов
- Юлия Курбанова (Кокше)

3 гола
- Сауле Карибаева (БИИК-Казыгурт)

2 гола
- Адуле Чарити (БИИК-Казыгурт)
- Ксения Хайруллина (БИИК-Казыгурт)
- Юлия Мясникова (БИИК-Казыгурт)
- Светлана Бортникова (БИИК-СДЮСШ №7)
- Камила Кульмагамбетова (Кокше)